# Ilha da Laje
A Ilha da Laje localiza-se no interior da baía de Guanabara, na altura da barra, na cidade e estado do Rio de Janeiro, no Brasil.
Trata-se de uma pequena ilha rochosa, uma laje marinha, que aflora das águas da baía, onde Nicolas Durand de Villegagnon tentou estabelecer, sem sucesso, uma bateria artilhada com duas peças, à sua chegada em 1555 (Bateria Ratier).
Atualmente é ocupada pelo Forte Tamandaré da Laje, desativado, sob responsabilidade do Exército brasileiro.